# Estanislao Arce Vásquez
Estanislao Arce Vásquez (Talca, 22 de octubre de 1779-Valparaíso, 1851) fue un político y jurista chileno.  
Estudió con los padres jesuitas y obtuvo el grado de Bachiller en Leyes y Teología de la Universidad de San Felipe, en 1800. Participó de Primera Junta Nacional de Gobierno (1810), del lado de la causa patriota.
Elegido Diputado por Linares en 1818, reelegido en 1823. Por Constitución y Cauquenes en 1824, por Chillán y San Carlos en 1825, siendo reelecto en 1827, 1828 y 1829. En estos períodos legislativos estuvo integrando las Comisiones de Inspección de Diarios y la de Negocios Eclesiásticos.
Durante la Guerra Civil de 1830 fue perseguido por los triunfantes conservadores. En 1831 formó parte de la Gran Convención que redactó la Constitución de la República de 1833.
Elegido Diputado nuevamente por Chillán en tres períodos consecutivos (1831-1840), integrando en estos períodos la Comisión permanente de Negocios Eclesiásticos y la Calificadora de Peticiones.